# Catedral basílica de la Asunción de la Virgen María (Łowicz)
La Catedral Basílica de la Asunción de la Virgen María y San Nicolás o simplemente Catedral de Łowicz (en polaco: Bazylika katedralna Wniebowzięcia NMP i św. Mikołaja) es el nombre que recibe un edificio religioso afiliado a la Iglesia Católica y que se encuentra en la ciudad de Łowicz en el país europeo de Polonia.
Se trata de una iglesia situada en la plaza del mercado viejo, llamado "Mazowiecki Wawel", lugar de descanso de 12 arzobispos de Gniezno y primados polacos. El 13 de noviembre de 2012, el edificio fue incluido en la lista de monumentos históricos de Polonia.
Originalmente, este lugar era una iglesia de madera financiada en el año 1100, probablemente por el príncipe Ladislao. Después un nuevo templo fue construido en el estilo de gótico. El 25 de abril de 1433 fue elevada al rango de colegiata.
El Templo fue severamente dañado durante la batalla de Bzura en 1939. Después de la guerra fue renovado. El 25 de marzo de 1992, el Papa Juan Pablo II creó la diócesis de Łowicz, elevando la Iglesia a la dignidad de la catedral. Durante su Viaje Apostólico a Polonia el Papa visitó Łowicz y el 14 de junio de 1999 otorgó a la catedral adicionalmente el título de basílica menor.

## Véase también

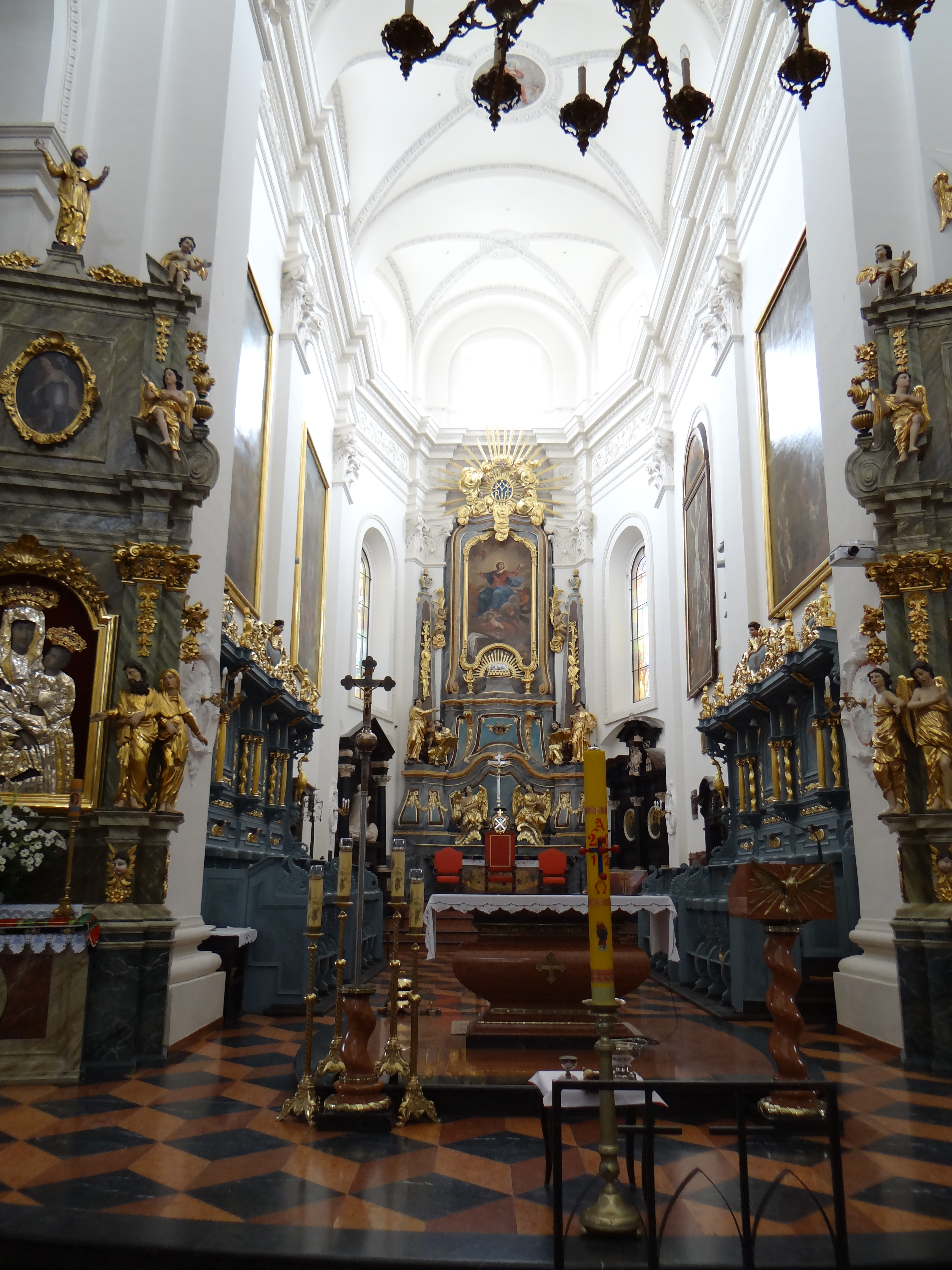
Vista interna